# Dante Giacosa
Dante Giacosa (Roma, 3 de enero de 1905 – Turín, 31 de marzo de 1996) fue un ingeniero y diseñador italiano, considerado como uno de los maestros del diseño automovilístico italiano. Diseñó, entre otros, los FIAT 500, 600, 1100, 1800/2100, 850, 126, 128 y 125. Nacido en Roma, estudió ingeniería en la Universidad Politécnica de Turín hasta 1927. Tras licenciarse, inició su trabajo en Fiat como ingeniero de vehículos militares y después, en la división de ingeniería aérea. En 1955 fue nombrado jefe de la dirección técnica de vehículos de la empresa, y en 1966 se lo nombró miembro del consejo directivo.

## Influencia de la disposición Giacosa en la universalización de la tracción delantera
A partir de la comercialización del Autobianchi Primula, con su motor transversal, caja de cambios en prolongación del motor, semiejes de distinta longitud, suspensión Mc Pherson y ventilador controlado eléctricamente en el frontal del coche, está disposición se convirtió en la adoptada por prácticamente cualquier otro fabricante de vehículos de tracción delantera. El concepto de caja de cambios a continuación del cigüeñal con engrase separado y semiejes de distinta longitud fue idea de Dante Giacosa en oposición a las disposiciones hasta entonces utilizadas en vehículos de tracción delantera; bien la disposición Issigonis - motor transversal con la caja de cambios bajo el cigüeñal compartiendo lubricación con el motor, semiejes de igual longitud y ventilador lateral-, bien motor longitudinal con caja de cambios bajo el cigüeñal -configuración Triumph/Saab- o bien motor longitudinal con la caja por delante o por detrás del eje.[cita requerida]

## Publicaciones
Dante Giacosa publicó el libro Motores endotérmicos ("Motori Endotermici" en la versión original en italiano, fue traducido posteriormente a otros idiomas), que posee mucha información sobre máquinas de combustión interna aplicables a diversos campos (automoción, ferroviario, marino, aeronáutico). Este libro es obra de consulta y referencia en cursos de nivel universitario.
- Motori endotermici, Ulrico Hoepli, Milán, 1965
- I miei 40 anni di progettazione alla Fiat, Automobilia, Milán, 1979
- L'Architettura delle macchine: il Rinascimento, Mazzotta, Milán, 1982 (con Agnoldomenico Pica)
- Progetti alla FIAT prima del computer, Automobilia, Milán, 1989